# Die schwarze Kugel (1913)
Die schwarze Kugel ist ein deutsches Stummfilmdrama um zwei Schwestern aus dem Jahre 1913. Unter der Regie von Franz Hofer spielten Manny Ziener und Mia Cordes die Hauptrollen.

## Handlung
Edith und Violetta, die eine blond, die andere schwarzhaarig, arbeiten als Jongleure beim Varieté. Die beiden sind verschworene Schwestern und in tiefer Trauer um ihre dritte Schwester Gussi, die sich vor kurzem aus Liebeskummer das Leben nahm. Edith und Violetta versprechen einander, sich niemals einem Manne mit Haut und Haar zu verschreiben und sind darüber hinaus wild entschlossen, sich für diesen derart sinnlosen und frühen Freitod ihrer Schwester an dem Manne, der in ihren Augen dafür verantwortlich zeichnet und von ihnen als gewissenloser Verführer angesehen wird, Rache zu nehmen. Denn Gussis Verzweiflungstat geschah aus einem archaischen Gefühl heraus, von ihrem Liebhaber, dem Vicomte Giron, entehrt worden zu sein, ohne dass dieser für sein Tun die Verantwortung übernahm. Die beiden Schwestern haben Gussis Abschiedsbrief gefunden. Daraufhin ersinnen sie einen präzisen Racheplan, der dazu führen soll, dass der Verführer seine Schandtat zugibt.
Beide ahnen zunächst nicht, dass Vicomte Giron, in Begleitung seines Freundes, sie während einer Varietevorstellung, in der sie mit brennenden Fackeln jonglieren, bereits beobachtet. Rasch hat der Graf ein Auge auf Violetta geworfen, die wohl sein nächstes „Opfer“ werden soll. Die außer ihrer Haarfarbe komplett ähnlichen Schwestern, die sogar stets die gleichen Kostüme tragen, planen, den Schurken sukzessive in den Wahnsinn zu treiben. Edith findet heraus, dass es sich bei Giron genau um denjenigen Mann handelt, der von ihnen für Gussis Tod verantwortlich gemacht wird. Die Schwestern beschließen, dass diejenige von ihnen, die beim Jonglieren am Abend als letzte eine schwarze Kugel in der Hand hält, den Vicomte zur Verantwortung ziehen soll. Die Wahl fällt auf Edith. Mit einem Revolver geht sie zu Giron, um ihn zur Rede zu stellen. Giron ist jedoch sehr vorsichtig, sodass dieser Plan fehlschlägt. Hals über Kopf flieht Edith vor ihm. Violetta ist ihrer Schwester heimlich gefolgt und hilft ihr bei der Flucht. Nach einer wilden Verfolgungsjagd stellen die Schwestern Giron. Er sieht sein Vergehen ein, fällt auf die Knie und bittet um Vergebung.

## Produktionsnotizen
Die schwarze Kugel, auch bekannt unter dem Untertitel Die geheimnisvollen Schwestern, entstand im Frühherbst 1913 im Berliner Luna-Film-Atelier in der Friedrichstraße 224. Der Streifen passierte die Zensur im Oktober desselben Jahres und wurde am 26. Oktober 1913 uraufgeführt. Der Dreiakter ist 39 Minuten lang. Er war ein Meilenstein der Filmgeschichte, da er erstmals eine schnelle Schnitttechnik nutzte, um eine rasante Verfolgungsjagd darzustellen.
Der Film wurde viragiert.
Die schwarze Kugel wurde 1991 vom ZDF aufwendig restauriert und 2004 mit einer neuen Musik von Bernd Thewes unterlegt.

## Rezeption
Yuri Tsivian wies in seinem Aufsatz „Zwei Stilisten der Zehner-Jahre: Franz Hofer und Jewgeni Bauer“ bei diesem Film auf die absolute Symmetrie einzelner Szenen als zentrales Anordnungs- und Stilelement Hofers hin.